# Курт Штудент
Курт Штудент (Биркхолц, 12. мај 1890 — Лемго, 1. јул 1978) је био пилот у немачкој војсци за време Првог светског рата, а у Другом светском рату је био командант немачких падобранских јединица. До краја рата је напредовао до чина генералоберста.

## Биографија

### Младост и Први светски рат
Штудент се прикључио немачкој царској војсци 1910, након завршеног курса за кадета који је уписао 1901. године. После годину дана проведених у служби, добио је чин поручника. Завршио је обуку у батаљону лаке пешадије, а 1913. уписао је летачки курс. Курс је завршио исте године и пребачен је у ваздухопловну службу. Током Првог светског рата је углавном вршио извиђачке летове, али је пилотирао и бомбардерима. Унапређен је у команданта ловачке ескадриле 1916. године. У једној бици је рањен у раме, и поред тога што је вена била покидана успео је да приземљи авион.

### Међуратни период
Након доласка Хитлера на власт, Штудент се 1934. прикључио новоформираном Луфтвафеу. Хитлер је нагласио да овај род војске треба што више унапредити, а Штудент је био један од главних задужених за остварење тог циља. Усвојио је блицкриг тактику генерала Хајнца Гудеријана, и у том светлу је основао прве падобранске јединице 1938. године. Помагао му је његов асистент Ханс Јешонек. Падобранске јединице су у том тренутку биле непознаница, осим у Совјетској Русији, где су већ тренирани падобранци. Требало је да оне подрже сам концепт брзог рата, тиме што ће бити искрцаване у непријатељску позадину, чиме би олакшавале посао јединицама које фронтално нападају. Формирао је падобранску школу у граду Штендал, 150 километара од Берлина, и сви будући падобранци су се пријављивали добровољно.

### Други светски рат
Нове падобранске јединице нису коришћене у нападу на Пољску, зато што је немачка војска била у сваком погледу супериорна у тој операцији. Хитлер је желео да сачува падобранске јединице као тајне, све до напада на западну Европу. Падобранске јединице су коришћене са великим успехом у нападима на Норвешку, Белгију и Холандију. Штудентови падобранци под командом Валтера Коха су заузели чувено утврђење Ебен-Емаел. Велики успех су постигли и приликом искрцавања у Холандији, где је искрцано око 4 хиљаде падобранаца. У већ бомбардованом Ротердаму, Штудента је грешком погодио углаву немачки снајпериста. Штудент је пренет у болницу, и након више операција је преживео.
На дужност се вратио осам месеци касније, у јануару 1941. године. Успех падобранских јединица у офанзиви на западну Европу је убедио Хитлера да оне представљају битан део војне силе. Следећи пут су масовније коришћени у бици за Крит. Штудент је у овој операцији командовао Првом падобранском региментом коју је чинило 8 хиљада падобранаца. Победа је остварена после великих борби и губитака на немачкој страни. Хитлер је био шокиран кад је сазнао колико војника је погинуло приликом напада на Крит, и наредио је да се обуставе све планиране ваздушно-десантне операције већег карактера.
Штудент је касније учествовао у планирању Арденске офанзиве, која је неуспешно завршена. Генерал Алфред Јодл га је оптужио да је један од одговорнијих за неуспех ове акције, што је Хитлер одбацио. После рањавања у Ротердаму, имао је проблема са говором, због чега су га понижавали остали немачки официри који га нису подносили.
Када Готхард Хајнрици није успео да стабилизује фронт око Берлина у априлу 1945. замењен је Штудентом. Морао је авионом да долети у Мекленбург, што у датим околностима није било једноставно. Чим је слетео, почели су напади на аеродром са свих страна. У околини Либека је брзо заробљен од стране савезничких снага. Суђено му је 1946. за злочине почињене у Грчкој и Криту. Остао је у затвору следеће три године. Умро је у 88. години и сахрањен је са својом женом и сином.